# Ghoria tecta
Ghoria tecta is een vlinder uit de familie van de spinneruilen (Erebidae). De wetenschappelijke naam van deze soort is voor het eerst voorgesteld als Ilema tecta door Alfred Ernest Wileman in een publicatie uit 1910.
De soort komt voor in Taiwan.